# Anja Senti
Anja Senti (* 28. September 1996) ist eine Schweizer Sportschützin. Sie gewann Einzeltitel bei zwei ISSF Weltmeisterschaften.

## Leben
Anja Senti hat ein Diplom in Architektur.

## Sportliche Karriere
Anja Senti begann 2006 mit dem Schießtraining.
Im Jahr 2021 gewann sie bei den Schieß-Europameisterschaften in Osijek zwei Silbermedaillen im Mannschaftswettbewerb sowie eine Einzel-Bronzemedaille im 300-m-Liegendschießen der Frauen. Bei den ISSF-Weltmeisterschaften 2022 in Kairo gewann sie bei den Frauen den 1. Platz im 300-m Liegendschießen mit egalisiertem Weltrekord 599/600 Punkten. Zusammen mit Sarina Hitz und Silvia Guignard gewann sie Silber in den Mannschaftswettbewerben der Frauen mit dem 300-m-Liegendgewehr und dem 300-m-Dreistellungsgewehr.
Bei den ISSF-Weltmeisterschaften 2023 in Baku wurde Senti Weltmeisterin mit dem 50-m-Liegendgewehr der Frauen und gewann auch den Mannschaftswettbewerb an der Seite von Sarina Hitz und Chiara Leone. Zusammen mit Guignard Schnyder und Michele Bertschi gewann sie den Mannschaftswettbewerb mit dem 300-m-Liegendgewehr der Frauen und holte Silber im Mannschaftswettbewerb mit dem 300-m-Dreistellungsgewehr der Frauen.